# Flèche brabançonne féminine 2023
La 6e édition de la Flèche brabançonne féminine a lieu le 13 avril 2023. Elle se déroule sur un parcours de 141,2 km et fait partie du calendrier UCI en catégorie 1.Pro. 
Elle est remportée par la coureuse italienne Silvia Persico. 

## Présentation

### Parcours
Le parcours s'élance de Lennik et arrive à Overijse. Vingt-quatre côtes sont au programme de cette édition, longue de 141,2 km. Il y a notamment les difficultés suivantes :  S-Bocht Overijse, Hagaard, Hertstraat, Moskesstraat et Holstheide. Après une partie en ligne, un circuit urbain long de 21,9 km est parcouru.

### Équipes
| UCI Women's WorldTeams (14)- Canyon-SRAM Racing - Team DSM - EF Education-TIBCO-SVB - FDJ-Suez - Fenix-Deceuninck - Israel-Premier Tech Roland - Team Jumbo-Visma - Liv Racing TeqFind - Movistar Team - SD Worx - Team Jayco AlUla - Trek-Segafredo - UAE Team ADQ - Uno-X Pro Cycling Team Équipes féminines continentales (9)- AG Insurance - Soudal Quick-Step Team - Cofidis - Coop-Hitec Products - Duolar-Chevalmeire - Lotto Dstny Ladies - Lifeplus Wahoo - Parkhotel Valkenburg - Proximus-Alphamotorhomes-Doltcini CT - Top Girls Fassa Bortolo Équipe féminine continentale- Arkéa Pro Cycling Team |
| |

## Récit de la course
Alice Palazzi et Lauren Stephens sont les premières échappées. Elles sont reprises dans la rue de Nivelle au bout de trente kilomètres de course. Dans la rue François Dubois, Nathalie Bex, mais est reprise et distancée par Maria Novolodskaya. Cette dernière est reprise au kilomètre soixante-cinq. Avant l'ascension suivante de la Moskestraat, Elinor Barker passe à l'offensive. Elle est rejointe par d'autres dans cette ascension, mais tout revient dans l'ordre dans la côte d'Holstheide. Dans Haggard, Pauliena Rooijakkers et Liane Lippert attaquent. Demi Vollering provoque le regroupement. Lippert récidive dans la Moskestraat. Elle emmène avec elle neuf autres coureuses. Le peloton revient néanmoins. Vollering attaque à plusieurs reprises ensuite, mais sans succès. Avant le S-Bocht, Mischa Bredewold sort avec Kristen Faulkner, Amanda Spratt et Anna Henderson. Elles sont reprises en haut du S-Bocht. Un peloton de vingt-cinq coureuses passe la ligne d'arrivée pour entamer le dernier tour. Il commence à pleuvoir. Marlen Reusser accélère. Elle est suivie par Shirin van Anrooij, Elise Chabbey, Silvia Persico et Margot Vanpachtenbeke. Dans Moskestraat, Demi Vollering sort en poursuite avec Lippert dans la roue. Elles reviennent sur l'avant à sept kilomètres du but. Demi Vollering ouvre le sprint, mais Silvia Persico la remonte dans les tout derniers mètres.

## Classements

### Classement final
| \| Classement général \| Classement général \| Classement général \| Classement général \| Classement général \| \| Coureuse \| Coureuse \| Pays \| Équipe \| Temps \| \| ------------------ \| --------------------- \| ------------------ \| -------------------- \| ------------------ \| \| 1re \| Silvia Persico \| Italie \| UAE Team ADQ \| 3 h 37 min 07 s \| \| 2e \| Demi Vollering \| Pays-Bas \| SD Worx \| + 0 s \| \| 3e \| Liane Lippert \| Allemagne \| Movistar Team \| + 0 s \| \| 4e \| Elise Chabbey \| Suisse \| Canyon-SRAM Racing \| + 2 s \| \| 5e \| Shirin van Anrooij \| Pays-Bas \| Trek-Segafredo \| + 2 s \| \| 6e \| Marlen Reusser \| Suisse \| SD Worx \| + 3 s \| \| 7e \| Margot Vanpachtenbeke \| Belgique \| Parkhotel Valkenburg \| + 13 s \| \| 8e \| Victoire Berteau \| France \| Cofidis \| + 25 s \| \| 9e \| Soraya Paladin \| Italie \| Canyon-SRAM Racing \| + 25 s \| \| 10e \| Mischa Bredewold \| Pays-Bas \| SD Worx \| + 25 s \| |                       |           |                      |                 |
| |                       |           |                      |                 |
| |                       |           |                      |                 |
| Classement général |                       |           |                      |                 |
| Coureuse | Coureuse              | Pays      | Équipe               | Temps           |
| 1re | Silvia Persico        | Italie    | UAE Team ADQ         | 3 h 37 min 07 s |
| 2e | Demi Vollering        | Pays-Bas  | SD Worx              | + 0 s           |
| 3e | Liane Lippert         | Allemagne | Movistar Team        | + 0 s           |
| 4e | Elise Chabbey         | Suisse    | Canyon-SRAM Racing   | + 2 s           |
| 5e | Shirin van Anrooij    | Pays-Bas  | Trek-Segafredo       | + 2 s           |
| 6e | Marlen Reusser        | Suisse    | SD Worx              | + 3 s           |
| 7e | Margot Vanpachtenbeke | Belgique  | Parkhotel Valkenburg | + 13 s          |
| 8e | Victoire Berteau      | France    | Cofidis              | + 25 s          |
| 9e | Soraya Paladin        | Italie    | Canyon-SRAM Racing   | + 25 s          |
| 10e | Mischa Bredewold      | Pays-Bas  | SD Worx              | + 25 s          |

### Points UCI
| Position           | 1er | 2e  | 3e  | 4e  | 5e | 6e | 7e | 8e | 9e | 10e | 11e | 12e | 13e | 14e | 15e | 16e à 25e |
| Classement général | 200 | 150 | 125 | 100 | 85 | 70 | 60 | 50 | 40 | 35  | 30  | 25  | 20  | 15  | 10  | 5         |

## Liste des participants
| Légende | Légende                                                                    | Légende | Légende                                                    |
| ------- | -------------------------------------------------------------------------- | ------- | ---------------------------------------------------------- |
| Num     | Dossard de départ porté par le coureur sur cette Flèche brabançonne        | Pos     | Position à l'arrivée de la course                          |
|         | Indique un maillot de champion national ou mondial, suivi de sa spécialité | NP      | Indique un coureur qui n'a pas pris le départ de la course |
| AB      | Indique un coureur qui n'a pas terminé la course                           | HD      | Indique un coureur qui a terminé la course hors des délais |

| SD Worx SDW | SD Worx SDW              | SD Worx SDW |
| ----------- | ------------------------ | ----------- |
| Num         | Coureuse                 | Pos         |
| 1           | Demi Vollering (NED)     | 2e          |
| 2           | Mischa Bredewold (NED)   | 10e         |
| 3           | Niamh Fisher-Black (NZL) | 53e         |
| 4           | Marlen Reusser (SUI)     | 6e          |
| 5           | Femke Markus (NED)       | 54e         |
| 6           | Blanka Vas (HUN) (route) | 36e         |

| Canyon-SRAM Racing CSR | Canyon-SRAM Racing CSR     | Canyon-SRAM Racing CSR |
| ---------------------- | -------------------------- | ---------------------- |
| Num                    | Coureuse                   | Pos                    |
| 11                     | Ricarda Bauernfeind (GER)  | 58e                    |
| 12                     | Elise Chabbey (SUI)        | 4e                     |
| 13                     | Soraya Paladin (ITA)       | 9e                     |
| 14                     | Pauliena Rooijakkers (NED) | AB                     |
| 15                     | Alex Morrice (GBR)         | AB                     |
| 16                     | Alice Towers (GBR) (route) | 52e                    |

| EF Education-TIBCO-SVB TIB | EF Education-TIBCO-SVB TIB    | EF Education-TIBCO-SVB TIB |
| -------------------------- | ----------------------------- | -------------------------- |
| Num                        | Coureuse                      | Pos                        |
| 21                         | Letizia Borghesi (ITA)        | 42e                        |
| 22                         | Kristabel Doebel-Hickok (USA) | AB                         |
| 23                         | Veronica Ewers (USA)          | 27e                        |
| 24                         | Alison Jackson (CAN)          | 34e                        |
| 25                         | Lauren Stephens (USA)         | AB                         |
| 26                         | Georgia Williams (NZL)        | 49e                        |

| FDJ-Suez FST | FDJ-Suez FST           | FDJ-Suez FST |
| ------------ | ---------------------- | ------------ |
| Num          | Coureuse               | Pos          |
| 31           | Marta Cavalli (ITA)    | 25e          |
| 32           | Emilia Fahlin (SWE)    | AB           |
| 33           | Victorie Guilman (FRA) | 40e          |
| 34           | Eugénie Duval (FRA)    | 41e          |
| 35           | Évita Muzic (FRA)      | 11e          |
| 36           | Gladys Verhulst (FRA)  | 68e          |

| Lotto Dstny Ladies LDL | Lotto Dstny Ladies LDL     | Lotto Dstny Ladies LDL |
| ---------------------- | -------------------------- | ---------------------- |
| Num                    | Coureuse                   | Pos                    |
| 41                     | Esmée Gielkens (BEL)       | AB                     |
| 42                     | Fauve Bastiaenssen (BEL)   | 37e                    |
| 43                     | Kristýna Burlová (CZE)     | AB                     |
| 44                     | Quinty van de Guchte (NED) | 67e                    |
| 45                     | Mieke Docx (BEL)           | AB                     |
| 46                     | Mijntje Geurts (NED)       | 30e                    |

| Fenix-Deceuninck Continental FDD | Fenix-Deceuninck Continental FDD | Fenix-Deceuninck Continental FDD |
| -------------------------------- | -------------------------------- | -------------------------------- |
| Num                              | Coureuse                         | Pos                              |
| 51                               | Imogen Cotter (IRL)              | AB                               |

| Fenix-Deceuninck FED | Fenix-Deceuninck FED       | Fenix-Deceuninck FED |
| -------------------- | -------------------------- | -------------------- |
| Num                  | Coureuse                   | Pos                  |
| 52                   | Yara Kastelijn (NED)       | 17e                  |
| 53                   | Carina Schrempf (AUT)      | 57e                  |
| 54                   | Inge van der Heijden (NED) | 59e                  |
| 55                   | Julie Van de Velde (BEL)   | 32e                  |
| 56                   | Sophie Wright (GBR)        | 45e                  |

| Israel-Premier Tech Roland CGS | Israel-Premier Tech Roland CGS | Israel-Premier Tech Roland CGS |
| ------------------------------ | ------------------------------ | ------------------------------ |
| Num                            | Coureuse                       | Pos                            |
| 61                             | Alice Sharpe (IRL) (route)     | AB                             |
| 62                             | Tamara Dronova (RUS) (route)   | AB                             |
| 63                             | Nathalie Eklund (SWE)          | AB                             |
| 64                             | Caroline Baur (SUI) (route)    | NP                             |
| 65                             | Elena Pirrone (ITA)            | AB                             |
| 66                             | Claire Steels (GBR)            | 22e                            |

| Liv Racing TeqFind LIV | Liv Racing TeqFind LIV    | Liv Racing TeqFind LIV |
| ---------------------- | ------------------------- | ---------------------- |
| Num                    | Coureuse                  | Pos                    |
| 71                     | Mavi García (ESP) (route) | 20e                    |
| 72                     | Caroline Andersson (SWE)  | AB                     |
| 73                     | Ayesha McGowan (USA)      | AB                     |
| 74                     | Silke Smulders (NED)      | 51e                    |
| 75                     | Sabrina Stultiens (NED)   | 47e                    |
| 76                     | Quinty Ton (NED)          | 28e                    |

| Movistar Team MOV | Movistar Team MOV           | Movistar Team MOV |
| ----------------- | --------------------------- | ----------------- |
| Num               | Coureuse                    | Pos               |
| 81                | Katrine Aalerud (NOR)       | 65e               |
| 82                | Jelena Erić (SRB) (route)   | AB                |
| 83                | Liane Lippert (GER) (route) | 3e                |
| 84                | Sara Martín (ESP)           | 70e               |
| 85                | Paula Patiño (COL)          | 61e               |
| 86                | Gloria Rodríguez (ESP)      | AB                |

| Team DSM DSM | Team DSM DSM              | Team DSM DSM |
| ------------ | ------------------------- | ------------ |
| Num          | Coureuse                  | Pos          |
| 91           | Francesca Barale (ITA)    | 60e          |
| 92           | Eleonora Ciabocco (ITA)   | 66e          |
| 93           | Églantine Rayer (FRA)     | AB           |
| 94           | Elise Uijen (NED)         | AB           |
| 95           | Anna van der Meiden (NED) | AB           |
| 96           | Nienke Vinke (NED)        | 44e          |

| Team Jayco AlUla BEX | Team Jayco AlUla BEX      | Team Jayco AlUla BEX |
| -------------------- | ------------------------- | -------------------- |
| Num                  | Coureuse                  | Pos                  |
| 101                  | Kristen Faulkner (USA)    | 19e                  |
| 102                  | Ingvild Gåskjenn (NOR)    | 64e                  |
| 103                  | Alexandra Manly (AUS)     | 62e                  |
| 104                  | Alyssa Polites (AUS)      | AB                   |
| 105                  | Ruby Roseman-Gannon (AUS) | 15e                  |
| 106                  | Ane Santesteban (ESP)     | 18e                  |

| Team Jumbo-Visma TJV | Team Jumbo-Visma TJV   | Team Jumbo-Visma TJV |
| -------------------- | ---------------------- | -------------------- |
| Num                  | Coureuse               | Pos                  |
| 111                  | Fem van Empel (NED)    | 35e                  |
| 112                  | Kim Cadzow (NZL)       | 55e                  |
| 113                  | Anna Henderson (GBR)   | 13e                  |
| 114                  | Maud Oudeman (NED)     | AB                   |
| 115                  | Karlijn Swinkels (NED) | 50e                  |
| 116                  | Eva van Agt (NED)      | 69e                  |

| Trek-Segafredo TFS | Trek-Segafredo TFS       | Trek-Segafredo TFS |
| ------------------ | ------------------------ | ------------------ |
| Num                | Coureuse                 | Pos                |
| 121                | Lucinda Brand (NED)      | AB                 |
| 123                | Gaia Realini (ITA)       | 23e                |
| 124                | Amanda Spratt (AUS)      | 24e                |
| 125                | Shirin van Anrooij (NED) | 5e                 |
| 126                | Tayler Wiles (USA)       | AB                 |

| UAE Team ADQ UAD | UAE Team ADQ UAD            | UAE Team ADQ UAD |
| ---------------- | --------------------------- | ---------------- |
| Num              | Coureuse                    | Pos              |
| 131              | Silvia Persico (ITA)        | 1re              |
| 132              | Olivia Baril (CAN)          | 21e              |
| 133              | Sofia Bertizzolo (ITA)      | 75e              |
| 134              | Mikayla Harvey (NZL)        | 63e              |
| 135              | Alena Ivanchenko (RUS)      | 39e              |
| 136              | Federica Piergiovanni (ITA) | 73e              |

| Uno-X Pro Cycling Team UXT | Uno-X Pro Cycling Team UXT  | Uno-X Pro Cycling Team UXT |
| -------------------------- | --------------------------- | -------------------------- |
| Num                        | Coureuse                    | Pos                        |
| 141                        | Elinor Barker (GBR)         | 38e                        |
| 142                        | Hannah Barnes (GBR)         | AB                         |
| 143                        | Mie Bjørndal Ottestad (NOR) | AB                         |
| 144                        | Marte Berg Edseth (NOR)     | AB                         |
| 145                        | Anouska Koster (NED)        | 16e                        |
| 146                        | Hannah Ludwig (GER)         | AB                         |

| AG Insurance-Soudal Quick-Step AGS | AG Insurance-Soudal Quick-Step AGS | AG Insurance-Soudal Quick-Step AGS |
| ---------------------------------- | ---------------------------------- | ---------------------------------- |
| Num                                | Coureuse                           | Pos                                |
| 151                                | Justine Ghekiere (BEL)             | 29e                                |
| 152                                | Anya Louw (AUS)                    | AB                                 |
| 153                                | Gaia Masetti (ITA)                 | AB                                 |
| 154                                | Lone Meertens (BEL)                | AB                                 |
| 155                                | Ashleigh Moolman (RSA)             | 12e                                |
| 156                                | Ally Wollaston (NZL) (route)       | 48e                                |

| Arkéa Pro Cycling Team ARK | Arkéa Pro Cycling Team ARK    | Arkéa Pro Cycling Team ARK |
| -------------------------- | ----------------------------- | -------------------------- |
| Num                        | Coureuse                      | Pos                        |
| 161                        | Megan Armitage (IRL)          | 56e                        |
| 162                        | Maaike Coljé (NED)            | AB                         |
| 163                        | Clara Emond (CAN)             | 33e                        |
| 164                        | Amandine Fouquenet (FRA)      | 71e                        |
| 165                        | Marie-Morgane Le Deunff (FRA) | AB                         |
| 166                        | Anaïs Morichon (FRA)          | AB                         |

| Cofidis COF | Cofidis COF                   | Cofidis COF |
| ----------- | ----------------------------- | ----------- |
| Num         | Coureuse                      | Pos         |
| 171         | Victoire Berteau (FRA)        | 8e          |
| 172         | Morgane Coston (FRA)          | AB          |
| 173         | Séverine Eraud (FRA)          | AB          |
| 174         | Valentine Fortin (FRA)        | AB          |
| 175         | Gabrielle Pilote Fortin (CAN) | AB          |
| 176         | Rachel Neylan (AUS)           | AB          |

| Duolar-Chevalmeire DCH | Duolar-Chevalmeire DCH    | Duolar-Chevalmeire DCH |
| ---------------------- | ------------------------- | ---------------------- |
| Num                    | Coureuse                  | Pos                    |
| 181                    | Danique Braam (NED)       | AB                     |
| 182                    | Nathalie Bex (BEL)        | 74e                    |
| 183                    | Cleo Kiekens (BEL)        | AB                     |
| 184                    | Kelly Van den Steen (BEL) | 72e                    |
| 185                    | Olha Kulynych (UKR)       | 46e                    |
| 186                    | Lotte Popelier (BEL)      | AB                     |

| Lifeplus Wahoo DRP | Lifeplus Wahoo DRP         | Lifeplus Wahoo DRP |
| ------------------ | -------------------------- | ------------------ |
| Num                | Coureuse                   | Pos                |
| 191                | Ella Harris (NZL)          | 14e                |
| 193                | Karin Söderqvist (SWE)     | AB                 |
| 194                | Babette van der Wolf (NED) | AB                 |
| 195                | Ella Wyllie (NZL)          | 43e                |
| 196                | Maria Novolodskaya (RUS)   | AB                 |

| Parkhotel Valkenburg PHV | Parkhotel Valkenburg PHV    | Parkhotel Valkenburg PHV |
| ------------------------ | --------------------------- | ------------------------ |
| Num                      | Coureuse                    | Pos                      |
| 201                      | Pien Limpens (NED)          | AB                       |
| 202                      | Femke Gerritse (NED)        | 26e                      |
| 203                      | Meis Poland (NED)           | AB                       |
| 204                      | Kirstie van Haaften (NED)   | AB                       |
| 205                      | Lisa Van Helvoirt (NED)     | AB                       |
| 206                      | Margot Vanpachtenbeke (BEL) | 7e                       |

| Proximus-Alphamotorhomes-Doltcini ___ | Proximus-Alphamotorhomes-Doltcini ___ | Proximus-Alphamotorhomes-Doltcini ___ |
| ------------------------------------- | ------------------------------------- | ------------------------------------- |
| Num                                   | Coureuse                              | Pos                                   |
| 211                                   | Ilse Grit (NED)                       | AB                                    |
| 212                                   | Trine Holmsgaard                      | AB                                    |
| 213                                   | Nienke Wasmus (NED)                   | AB                                    |
| 214                                   | Kiona Crabbé (BEL)                    | AB                                    |
| 215                                   | Femke Gort (NED)                      | AB                                    |
| 216                                   | Margarita Lopez (ESP)                 | AB                                    |

| Coop-Hitec Products HPU | Coop-Hitec Products HPU       | Coop-Hitec Products HPU |
| ----------------------- | ----------------------------- | ----------------------- |
| Num                     | Coureuse                      | Pos                     |
| 221                     | India Grangier (FRA)          | AB                      |
| 222                     | Sigrid Ytterhus Haugset (NOR) | 31e                     |
| 223                     | Kerry Jonker (RSA)            | AB                      |
| 224                     | Tiril Jørgensen (NOR)         | AB                      |
| 225                     | Emma Boogaard (NED)           | AB                      |
| 226                     | Josie Nelson (GBR)            | AB                      |

| Top Girls Fassa Bortolo TOP | Top Girls Fassa Bortolo TOP | Top Girls Fassa Bortolo TOP |
| --------------------------- | --------------------------- | --------------------------- |
| Num                         | Coureuse                    | Pos                         |
| 231                         | Giorgia Bariani (ITA)       | AB                          |
| 232                         | Chiara Reghini (ITA)        | AB                          |
| 233                         | Iris Monticolo (ITA)        | AB                          |
| 234                         | Alice Palazzi (ITA)         | AB                          |
| 235                         | Cristina Tonetti (ITA)      | AB                          |

| SD Worx SDW | SD Worx SDW              | SD Worx SDW |
| ----------- | ------------------------ | ----------- |
| Num         | Coureuse                 | Pos         |
| 1           | Demi Vollering (NED)     | 2e          |
| 2           | Mischa Bredewold (NED)   | 10e         |
| 3           | Niamh Fisher-Black (NZL) | 53e         |
| 4           | Marlen Reusser (SUI)     | 6e          |
| 5           | Femke Markus (NED)       | 54e         |
| 6           | Blanka Vas (HUN) (route) | 36e         |

| Canyon-SRAM Racing CSR | Canyon-SRAM Racing CSR     | Canyon-SRAM Racing CSR |
| ---------------------- | -------------------------- | ---------------------- |
| Num                    | Coureuse                   | Pos                    |
| 11                     | Ricarda Bauernfeind (GER)  | 58e                    |
| 12                     | Elise Chabbey (SUI)        | 4e                     |
| 13                     | Soraya Paladin (ITA)       | 9e                     |
| 14                     | Pauliena Rooijakkers (NED) | AB                     |
| 15                     | Alex Morrice (GBR)         | AB                     |
| 16                     | Alice Towers (GBR) (route) | 52e                    |

| EF Education-TIBCO-SVB TIB | EF Education-TIBCO-SVB TIB    | EF Education-TIBCO-SVB TIB |
| -------------------------- | ----------------------------- | -------------------------- |
| Num                        | Coureuse                      | Pos                        |
| 21                         | Letizia Borghesi (ITA)        | 42e                        |
| 22                         | Kristabel Doebel-Hickok (USA) | AB                         |
| 23                         | Veronica Ewers (USA)          | 27e                        |
| 24                         | Alison Jackson (CAN)          | 34e                        |
| 25                         | Lauren Stephens (USA)         | AB                         |
| 26                         | Georgia Williams (NZL)        | 49e                        |

| FDJ-Suez FST | FDJ-Suez FST           | FDJ-Suez FST |
| ------------ | ---------------------- | ------------ |
| Num          | Coureuse               | Pos          |
| 31           | Marta Cavalli (ITA)    | 25e          |
| 32           | Emilia Fahlin (SWE)    | AB           |
| 33           | Victorie Guilman (FRA) | 40e          |
| 34           | Eugénie Duval (FRA)    | 41e          |
| 35           | Évita Muzic (FRA)      | 11e          |
| 36           | Gladys Verhulst (FRA)  | 68e          |

| Lotto Dstny Ladies LDL | Lotto Dstny Ladies LDL     | Lotto Dstny Ladies LDL |
| ---------------------- | -------------------------- | ---------------------- |
| Num                    | Coureuse                   | Pos                    |
| 41                     | Esmée Gielkens (BEL)       | AB                     |
| 42                     | Fauve Bastiaenssen (BEL)   | 37e                    |
| 43                     | Kristýna Burlová (CZE)     | AB                     |
| 44                     | Quinty van de Guchte (NED) | 67e                    |
| 45                     | Mieke Docx (BEL)           | AB                     |
| 46                     | Mijntje Geurts (NED)       | 30e                    |

| Fenix-Deceuninck Continental FDD | Fenix-Deceuninck Continental FDD | Fenix-Deceuninck Continental FDD |
| -------------------------------- | -------------------------------- | -------------------------------- |
| Num                              | Coureuse                         | Pos                              |
| 51                               | Imogen Cotter (IRL)              | AB                               |

| Fenix-Deceuninck FED | Fenix-Deceuninck FED       | Fenix-Deceuninck FED |
| -------------------- | -------------------------- | -------------------- |
| Num                  | Coureuse                   | Pos                  |
| 52                   | Yara Kastelijn (NED)       | 17e                  |
| 53                   | Carina Schrempf (AUT)      | 57e                  |
| 54                   | Inge van der Heijden (NED) | 59e                  |
| 55                   | Julie Van de Velde (BEL)   | 32e                  |
| 56                   | Sophie Wright (GBR)        | 45e                  |

| Israel-Premier Tech Roland CGS | Israel-Premier Tech Roland CGS | Israel-Premier Tech Roland CGS |
| ------------------------------ | ------------------------------ | ------------------------------ |
| Num                            | Coureuse                       | Pos                            |
| 61                             | Alice Sharpe (IRL) (route)     | AB                             |
| 62                             | Tamara Dronova (RUS) (route)   | AB                             |
| 63                             | Nathalie Eklund (SWE)          | AB                             |
| 64                             | Caroline Baur (SUI) (route)    | NP                             |
| 65                             | Elena Pirrone (ITA)            | AB                             |
| 66                             | Claire Steels (GBR)            | 22e                            |

| Liv Racing TeqFind LIV | Liv Racing TeqFind LIV    | Liv Racing TeqFind LIV |
| ---------------------- | ------------------------- | ---------------------- |
| Num                    | Coureuse                  | Pos                    |
| 71                     | Mavi García (ESP) (route) | 20e                    |
| 72                     | Caroline Andersson (SWE)  | AB                     |
| 73                     | Ayesha McGowan (USA)      | AB                     |
| 74                     | Silke Smulders (NED)      | 51e                    |
| 75                     | Sabrina Stultiens (NED)   | 47e                    |
| 76                     | Quinty Ton (NED)          | 28e                    |

| Movistar Team MOV | Movistar Team MOV           | Movistar Team MOV |
| ----------------- | --------------------------- | ----------------- |
| Num               | Coureuse                    | Pos               |
| 81                | Katrine Aalerud (NOR)       | 65e               |
| 82                | Jelena Erić (SRB) (route)   | AB                |
| 83                | Liane Lippert (GER) (route) | 3e                |
| 84                | Sara Martín (ESP)           | 70e               |
| 85                | Paula Patiño (COL)          | 61e               |
| 86                | Gloria Rodríguez (ESP)      | AB                |

| Team DSM DSM | Team DSM DSM              | Team DSM DSM |
| ------------ | ------------------------- | ------------ |
| Num          | Coureuse                  | Pos          |
| 91           | Francesca Barale (ITA)    | 60e          |
| 92           | Eleonora Ciabocco (ITA)   | 66e          |
| 93           | Églantine Rayer (FRA)     | AB           |
| 94           | Elise Uijen (NED)         | AB           |
| 95           | Anna van der Meiden (NED) | AB           |
| 96           | Nienke Vinke (NED)        | 44e          |

| Team Jayco AlUla BEX | Team Jayco AlUla BEX      | Team Jayco AlUla BEX |
| -------------------- | ------------------------- | -------------------- |
| Num                  | Coureuse                  | Pos                  |
| 101                  | Kristen Faulkner (USA)    | 19e                  |
| 102                  | Ingvild Gåskjenn (NOR)    | 64e                  |
| 103                  | Alexandra Manly (AUS)     | 62e                  |
| 104                  | Alyssa Polites (AUS)      | AB                   |
| 105                  | Ruby Roseman-Gannon (AUS) | 15e                  |
| 106                  | Ane Santesteban (ESP)     | 18e                  |

| Team Jumbo-Visma TJV | Team Jumbo-Visma TJV   | Team Jumbo-Visma TJV |
| -------------------- | ---------------------- | -------------------- |
| Num                  | Coureuse               | Pos                  |
| 111                  | Fem van Empel (NED)    | 35e                  |
| 112                  | Kim Cadzow (NZL)       | 55e                  |
| 113                  | Anna Henderson (GBR)   | 13e                  |
| 114                  | Maud Oudeman (NED)     | AB                   |
| 115                  | Karlijn Swinkels (NED) | 50e                  |
| 116                  | Eva van Agt (NED)      | 69e                  |

| Trek-Segafredo TFS | Trek-Segafredo TFS       | Trek-Segafredo TFS |
| ------------------ | ------------------------ | ------------------ |
| Num                | Coureuse                 | Pos                |
| 121                | Lucinda Brand (NED)      | AB                 |
| 123                | Gaia Realini (ITA)       | 23e                |
| 124                | Amanda Spratt (AUS)      | 24e                |
| 125                | Shirin van Anrooij (NED) | 5e                 |
| 126                | Tayler Wiles (USA)       | AB                 |

| UAE Team ADQ UAD | UAE Team ADQ UAD            | UAE Team ADQ UAD |
| ---------------- | --------------------------- | ---------------- |
| Num              | Coureuse                    | Pos              |
| 131              | Silvia Persico (ITA)        | 1re              |
| 132              | Olivia Baril (CAN)          | 21e              |
| 133              | Sofia Bertizzolo (ITA)      | 75e              |
| 134              | Mikayla Harvey (NZL)        | 63e              |
| 135              | Alena Ivanchenko (RUS)      | 39e              |
| 136              | Federica Piergiovanni (ITA) | 73e              |

| Uno-X Pro Cycling Team UXT | Uno-X Pro Cycling Team UXT  | Uno-X Pro Cycling Team UXT |
| -------------------------- | --------------------------- | -------------------------- |
| Num                        | Coureuse                    | Pos                        |
| 141                        | Elinor Barker (GBR)         | 38e                        |
| 142                        | Hannah Barnes (GBR)         | AB                         |
| 143                        | Mie Bjørndal Ottestad (NOR) | AB                         |
| 144                        | Marte Berg Edseth (NOR)     | AB                         |
| 145                        | Anouska Koster (NED)        | 16e                        |
| 146                        | Hannah Ludwig (GER)         | AB                         |

| AG Insurance-Soudal Quick-Step AGS | AG Insurance-Soudal Quick-Step AGS | AG Insurance-Soudal Quick-Step AGS |
| ---------------------------------- | ---------------------------------- | ---------------------------------- |
| Num                                | Coureuse                           | Pos                                |
| 151                                | Justine Ghekiere (BEL)             | 29e                                |
| 152                                | Anya Louw (AUS)                    | AB                                 |
| 153                                | Gaia Masetti (ITA)                 | AB                                 |
| 154                                | Lone Meertens (BEL)                | AB                                 |
| 155                                | Ashleigh Moolman (RSA)             | 12e                                |
| 156                                | Ally Wollaston (NZL) (route)       | 48e                                |

| Arkéa Pro Cycling Team ARK | Arkéa Pro Cycling Team ARK    | Arkéa Pro Cycling Team ARK |
| -------------------------- | ----------------------------- | -------------------------- |
| Num                        | Coureuse                      | Pos                        |
| 161                        | Megan Armitage (IRL)          | 56e                        |
| 162                        | Maaike Coljé (NED)            | AB                         |
| 163                        | Clara Emond (CAN)             | 33e                        |
| 164                        | Amandine Fouquenet (FRA)      | 71e                        |
| 165                        | Marie-Morgane Le Deunff (FRA) | AB                         |
| 166                        | Anaïs Morichon (FRA)          | AB                         |

| Cofidis COF | Cofidis COF                   | Cofidis COF |
| ----------- | ----------------------------- | ----------- |
| Num         | Coureuse                      | Pos         |
| 171         | Victoire Berteau (FRA)        | 8e          |
| 172         | Morgane Coston (FRA)          | AB          |
| 173         | Séverine Eraud (FRA)          | AB          |
| 174         | Valentine Fortin (FRA)        | AB          |
| 175         | Gabrielle Pilote Fortin (CAN) | AB          |
| 176         | Rachel Neylan (AUS)           | AB          |

| Duolar-Chevalmeire DCH | Duolar-Chevalmeire DCH    | Duolar-Chevalmeire DCH |
| ---------------------- | ------------------------- | ---------------------- |
| Num                    | Coureuse                  | Pos                    |
| 181                    | Danique Braam (NED)       | AB                     |
| 182                    | Nathalie Bex (BEL)        | 74e                    |
| 183                    | Cleo Kiekens (BEL)        | AB                     |
| 184                    | Kelly Van den Steen (BEL) | 72e                    |
| 185                    | Olha Kulynych (UKR)       | 46e                    |
| 186                    | Lotte Popelier (BEL)      | AB                     |

| Lifeplus Wahoo DRP | Lifeplus Wahoo DRP         | Lifeplus Wahoo DRP |
| ------------------ | -------------------------- | ------------------ |
| Num                | Coureuse                   | Pos                |
| 191                | Ella Harris (NZL)          | 14e                |
| 193                | Karin Söderqvist (SWE)     | AB                 |
| 194                | Babette van der Wolf (NED) | AB                 |
| 195                | Ella Wyllie (NZL)          | 43e                |
| 196                | Maria Novolodskaya (RUS)   | AB                 |

| Parkhotel Valkenburg PHV | Parkhotel Valkenburg PHV    | Parkhotel Valkenburg PHV |
| ------------------------ | --------------------------- | ------------------------ |
| Num                      | Coureuse                    | Pos                      |
| 201                      | Pien Limpens (NED)          | AB                       |
| 202                      | Femke Gerritse (NED)        | 26e                      |
| 203                      | Meis Poland (NED)           | AB                       |
| 204                      | Kirstie van Haaften (NED)   | AB                       |
| 205                      | Lisa Van Helvoirt (NED)     | AB                       |
| 206                      | Margot Vanpachtenbeke (BEL) | 7e                       |

| Proximus-Alphamotorhomes-Doltcini ___ | Proximus-Alphamotorhomes-Doltcini ___ | Proximus-Alphamotorhomes-Doltcini ___ |
| ------------------------------------- | ------------------------------------- | ------------------------------------- |
| Num                                   | Coureuse                              | Pos                                   |
| 211                                   | Ilse Grit (NED)                       | AB                                    |
| 212                                   | Trine Holmsgaard                      | AB                                    |
| 213                                   | Nienke Wasmus (NED)                   | AB                                    |
| 214                                   | Kiona Crabbé (BEL)                    | AB                                    |
| 215                                   | Femke Gort (NED)                      | AB                                    |
| 216                                   | Margarita Lopez (ESP)                 | AB                                    |

| Coop-Hitec Products HPU | Coop-Hitec Products HPU       | Coop-Hitec Products HPU |
| ----------------------- | ----------------------------- | ----------------------- |
| Num                     | Coureuse                      | Pos                     |
| 221                     | India Grangier (FRA)          | AB                      |
| 222                     | Sigrid Ytterhus Haugset (NOR) | 31e                     |
| 223                     | Kerry Jonker (RSA)            | AB                      |
| 224                     | Tiril Jørgensen (NOR)         | AB                      |
| 225                     | Emma Boogaard (NED)           | AB                      |
| 226                     | Josie Nelson (GBR)            | AB                      |

| Top Girls Fassa Bortolo TOP | Top Girls Fassa Bortolo TOP | Top Girls Fassa Bortolo TOP |
| --------------------------- | --------------------------- | --------------------------- |
| Num                         | Coureuse                    | Pos                         |
| 231                         | Giorgia Bariani (ITA)       | AB                          |
| 232                         | Chiara Reghini (ITA)        | AB                          |
| 233                         | Iris Monticolo (ITA)        | AB                          |
| 234                         | Alice Palazzi (ITA)         | AB                          |
| 235                         | Cristina Tonetti (ITA)      | AB                          |